# Sefa
Sefa Jeroen Vlaarkamp (Alkmaar, 30 juni 2000), artiestennaam Sefa, is een Nederlandse diskjockey en muziekproducer. Sefa is actief binnen de hardstyle- en hardcore-scene, met als subgenre frenchcore. Hoewel Sefa zelf aangeeft dat zijn richtpunt ligt op frenchcore wordt er ook wel gesproken van een nieuwe beweging binnen de hard dance, vanwege Sefa's samenwerkingen met meerdere artiesten in andere genres.

## Biografie
Sefa werd geboren in Alkmaar, als zoon van een Nederlandse moeder en een Turkse vader. Al vroeg bleek hij hoogbegaafd, en zocht hij toevlucht in encyclopedieën en las hij over geschiedenis. Op 10-jarige leeftijd begon Sefa met het produceren van hardstyle maar later kwam hij via zijn moeder in aanraking met Dr. Peacock, die hem tot de frenchcore introduceerde. Op 14-jarige leeftijd bracht Sefa zijn eerste EP uit, Bad Dreams. Hierop volgden de eerste boekingsaanvragen, waarop Sefa geen gehoor kon geven wegens zijn leeftijd. Op 30 december 2015 bracht Sefa zijn tweede EP This Life is Lost uit, waarmee hij binnen de frenchcore een duidelijk eigen, melodisch geluid voortbracht.
Op 16-jarige leeftijd tekende Vlaarkamp zijn eerste contract bij BKJN Bookings. Het debuut van Sefa volgde kort daarop tijdens het jaarlijkse evenement van BKJN: Vive La Frenchcore. Nadat Sefa voor de havo aan het Bonhoeffercollege in Castricum slaagde, besloot hij zich volledig te richten op zijn muziekcarrière. Op 25 maart 2017 volgde zijn debuut op Masters of Hardcore, waarna onder andere Defqon.1, Dominator en Q-BASE volgden. Op 2 maart 2018 bracht Sefa zijn eerste album Leven = Lijden uit. De thematiek van het album is gebaseerd op de filosofie van Arthur Schopenhauer. Kort hierna besloot Sefa om piano te combineren met zijn optredens, als eerst op Harmony of Hardcore in 2018. De set was een groot succes, blijkende uit de rijen mensen die genoodzaakt waren buiten de tent te staan tijdens het optreden. Op Defqon.1 2018 werd Sefa enkele weken voor het evenement naar een groter podium verplaatst, wegens zijn stijgende populariteit. Tijdens Dominator 2018 moest het podium waar Sefa optrad worden afgezet, vanwege het feit dat de opkomst te groot was om de veiligheid te kunnen garanderen. In oktober van dat jaar bracht hij zijn nummer Nothing Like The Oldschool uit, een samenwerking met hardstyle-dj D-Sturb. Het nummer werd een groot succes, en luidde de gewoonte in voor Sefa om samenwerkingen aan te gaan met artiesten uit andere genres.
Zijn status binnen de hardere stijlen consolideerde hij met het uitbrengen van One Tribe. Het was de eerste keer dat een anthem voor Defqon.1 gemaakt werd door een artiest uit de hardcore. Dit werk werd bekroond met een optreden op het hoofdpodium, gezien door ruim 50.000 mensen ter plaatse en ruim 2.8 miljoen mensen op YouTube. Tijdens de coronacrisis in Nederland combineerde Sefa een livestream-optreden aan een inzamelingsactie voor het Rode Kruis. Ook verscheen hij in de film Qlimax: The Source, waarvoor hij tevens een nummer componeerde. In juni 2021 volgde een optreden met op een zeilboot, Symphony of Freedom, als onderdeel van Defqon.1 At Home. Dit deed hij in samenwerking met Q-dance en Dr. Peacock. In januari 2023 telde dit optreden ruim 3.3 miljoen weergaven. Enkele maanden later, in oktober 2021, debuteerde Sefa zijn nieuwe liveoptreden This is Sefa. Naast hemzelf achter de piano werden ook een gitarist, strijkers en een drummer toegevoegd. Het concert was uitverkocht.
Op 7 april 2022 bracht Sefa zijn tweede album Klaagzang uit op zijn pas opgerichte label Sefa Music. Nooit eerder in de hardere stijlen werd op zo'n grote schaal met muziekinstrumenten gewerkt: het album bevat onder andere een klavecimbel en opnames van het Martiniorgel in Groningen. De releasedatum van het album werd aangekondigd op SLAM!, waarna hij als eerste frenchcore-artiest ooit een solo-optreden op de radio verzorgde. Het album werd in 2023 genomineerd voor een Edison. Op Defqon.1 2022, de eerste editie na 3 jaar, verzorgde Sefa zijn grootste liveoptreden tot dan toe tijdens de opening van het hoofdpodium. Bij dit optreden waren onder andere zeven livemuzikanten en een volledig koor aanwezig, een primeur voor het evenement. Het optreden en de langdurige voorbereiding ervan zijn vastgelegd in de documentaire Sefa: Road to Defqon.1 door videograaf Auke Brinkman. De première vond plaats op 15 december 2022 in drie zalen van Pathé Leidsche Rijn. Dit werd opgevolgd door een item bij NOS Stories over het verloop van zijn carrière.
Sefa groeide op in een seculier milieu maar werd op twintigste levensjaar christelijk, na een proces van vorming en toenemende interesse. Hij gaat na zijn optredens geregeld naar de kerk. Als inspiratiebronnen benoemt hij onder meer de cantates en de orgelwerken - in het bijzonder het koraalvoorspel Ich ruf zu Dir Herr Jesu Christ (BWV 639) - van Johann Sebastian Bach, en de psalmen (berijming van 1773 in de zetting van het Geneefse psalter). Door de teksten van de psalmberijming ging hij zich verder verdiepen in de Bijbel en het christelijk geloof. Hij voelt zich verwant met de orthodoxe stroming van de Gereformeerde Bond in de Protestantse Kerk van Nederland. Hij gebruikt ook religieuze en klassieke muziek in zijn optredens. Zo heeft hij in samenwerking met Headhunterz het lied ‘Dans nos obsurités’, gecomponeerd door Jacques Berthier voor de Taizégemeenschap, bewerkt en uitgevoerd wat leidde tot het album ‘Als alles duister is’. In ‘God’s Plan’, dat tot stand kwam in samenwerking met de dj Mr. Ivex, gebruikte hij de Toccata in e klein van de Noordduitse organist en componist Nicolaus Bruhns. In het najaar van 2024 publiceerde hij samen met de Protestantse Kerk in Nederland een podcastreeks van dezelfde naam, waarin hij in gesprek gaat met vijf predikanten van verschillende modaliteiten over zijn muzikale en spirituele zoektocht.